# Stephanopis altifrons
Stephanopis altifrons är en spindelart som beskrevs av O. Pickard-Cambridge 1869. Stephanopis altifrons ingår i släktet Stephanopis och familjen krabbspindlar. Inga underarter finns listade i Catalogue of Life.